# Голос. Дети (Россия, сезон 6)
Шестой сезон телевизионного шоу «Голос. Дети» транслировался на российском «Первом канале» в период с 15 февраля по 24 мая 2019 года. Наставниками в этом сезоне стали Пелагея, Валерий Меладзе и Светлана Лобода.
Сезон завершился скандалом: победу в финале 26 апреля присудили Микелле Абрамовой, дочери российской певицы Алсу. По результатам голосования разрыв между финалистами оказался слишком большим, что вызвало сомнения в честности такого результата, и «Первый канал» инициировал проверку процедуры подведения итогов. 16 мая 2019 года, в связи с тем, что промежуточные результаты проверки подтвердили факт внешнего воздействия на голосование, которое повлияло на итог шоу, «Первый канал» аннулировал результаты финала и объявил о проведении нового выпуска 24 мая, в котором впервые в мировой истории проекта «Голос» победителями сезона были объявлены все финалисты, включая Микеллу Абрамову.

## Ведущие
Дмитрий Нагиев остался ведущим проекта, а Агату Муцениеце сменила Аглая Шиловская.

Ведущие сезона
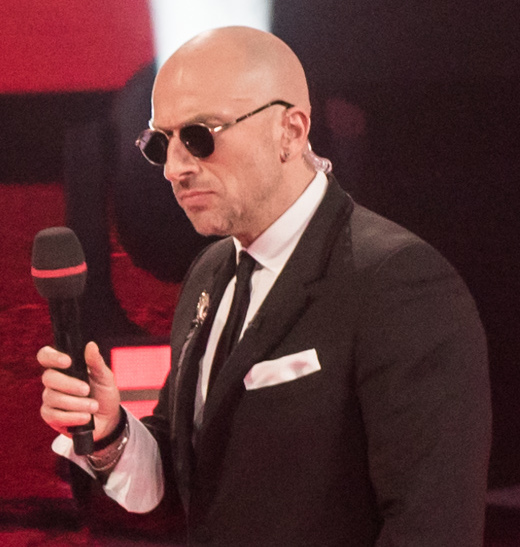
Дмитрий Нагиев
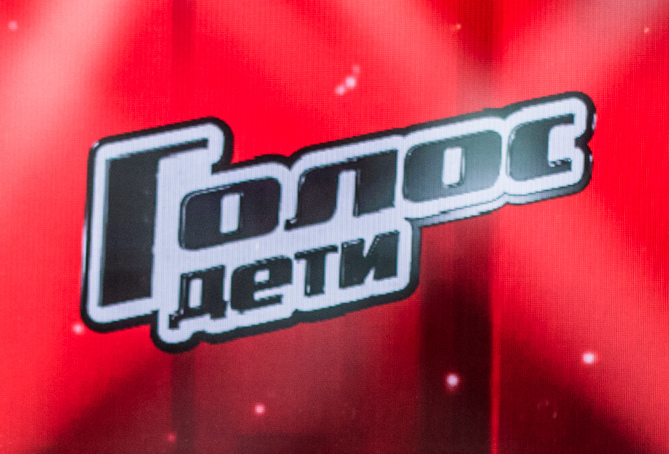
Аглая Шиловская

## Наставники

Наставники сезона
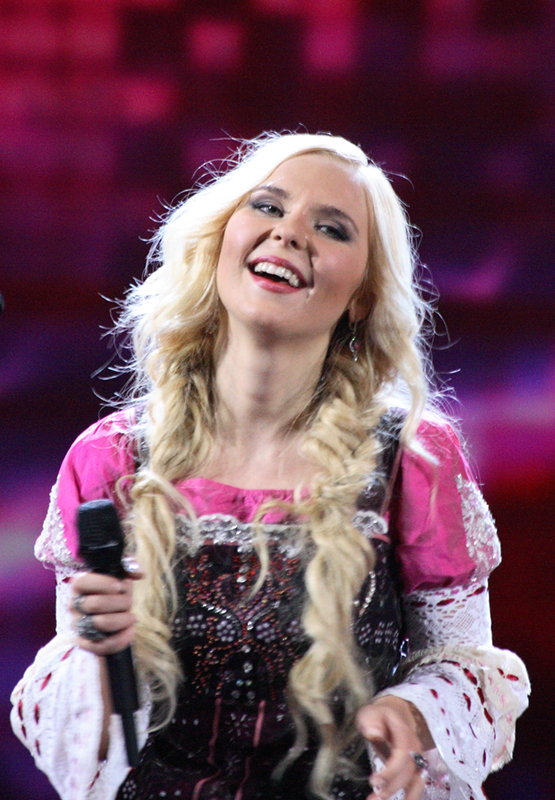
Пелагея
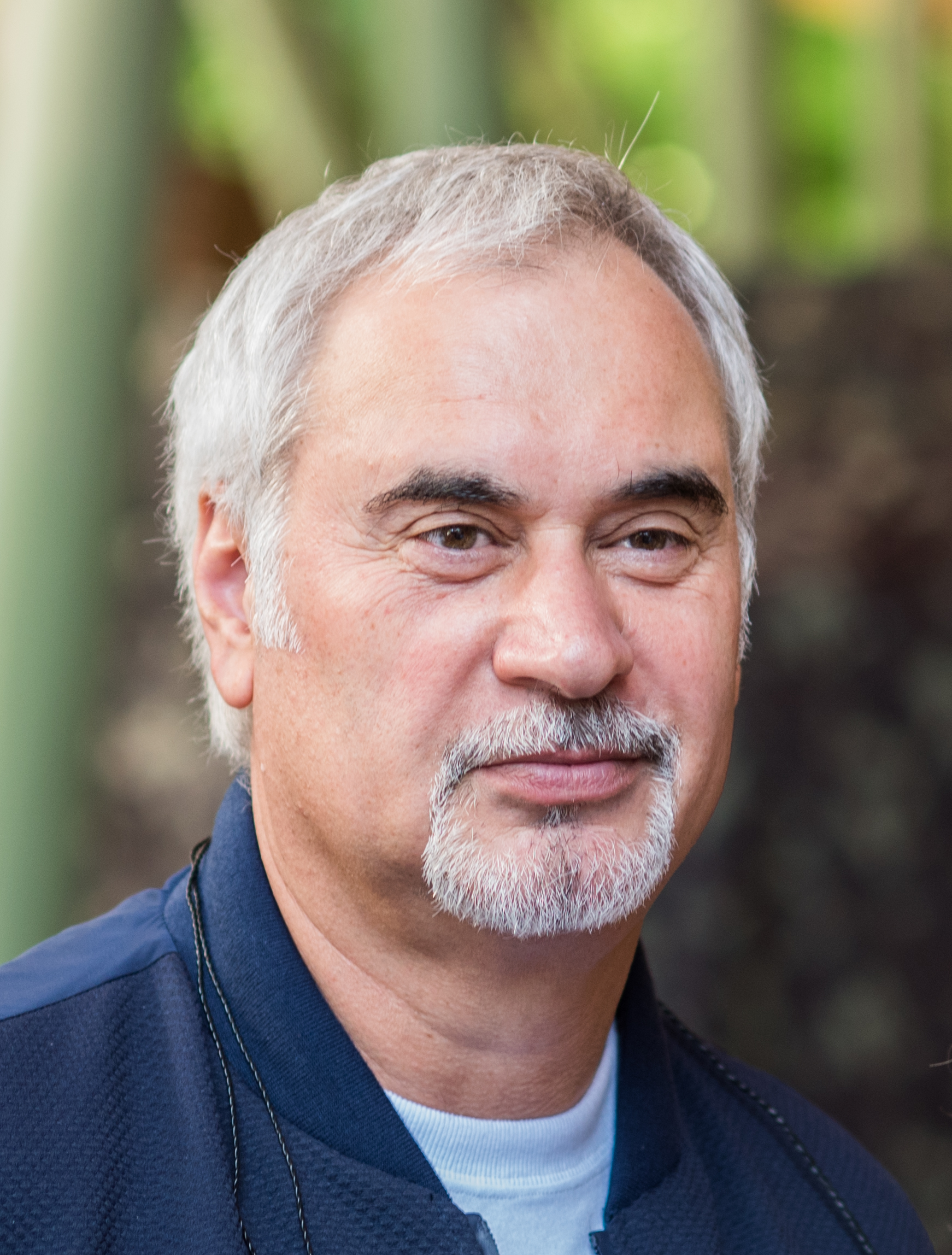
Валерий Меладзе
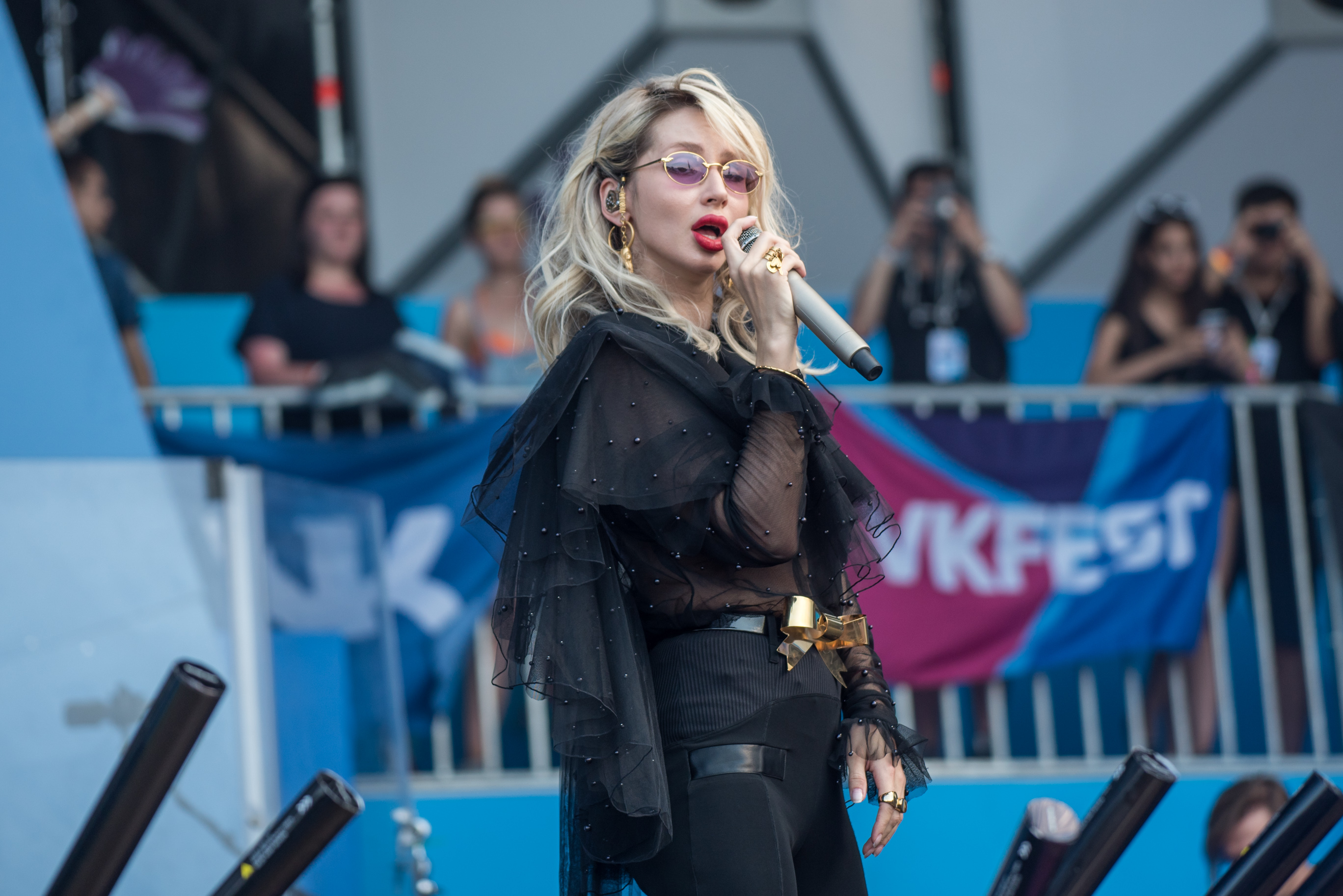
Светлана Лобода

- Пелагея — фолк-рок-певица, основательница и солистка группы «Пелагея».
- Валерий Меладзе — советский и российский певец, продюсер, заслуженный артист РФ.
- Светлана Лобода — украинская певица, автор песен, представительница Украины на песенном конкурсе «Евровидение-2009», заслуженная артистка Украины.

## Команды
- Победитель
- Выбыл в дополнительном этапе
- Выбыл в поединках

| Наставники | Топ 45 участников | Топ 45 участников | Топ 45 участников   | Топ 45 участников      | Топ 45 участников  |
| --- | ----------------- | ----------------- | ------------------- | ---------------------- | ------------------ |
| Пелагея | Валерий Кузаков   | Рената Таирова    | Мариам Абделькадер  | Анастасия Рогинская    | Алика Карпенко     |
| Пелагея | Евгения Дивенко   | Артём Кукин       | Александра Харазьян | Артём Брайлов          | Добрыня Кириенко   |
| Пелагея | Дмитрий Ядыкин    | Анна Авазнели     | Анна Глотова        | София Тихомирова       | Дарья Филимонова   |
| Валерий Меладзе | Ержан Максим      | Анастасия Сисаури | Михаил Григорян     | Митя Пуховский         | Мария Федулова     |
| Валерий Меладзе | Иван Стариков     | Елизавета Хупения | Жан Маким           | Яна Хван               | Яна Тен            |
| Валерий Меладзе | Ислам Балкоев     | Елизавета Шамиева | Андрей Калашов      | Лев Мулло              | Виктория Николаева |
| Светлана Лобода | Микелла Абрамова  | Роберт Багратян   | Нино Чеснер         | Анастасия Иванова      | Екатерина Гаврилюк |
| Светлана Лобода | Мария Тюрютикова  | Иван Сохнев       | Элен Бадалян        | Арина и Софья Березины | Егор Чичин         |
| Светлана Лобода | Мариам Джалагония | Сергей Филин      | Софья Филиппова     | Юлия Карлина           | Арина Пехтерева    |
| Курсивом выделены участники, выбывшие на этапе «Песня на вылет», но продолжившие участие в «Дополнительном этапе» и прошедшие в Финал. |                   |                   |                     |                        |                    |

## Слепые прослушивания

### Выпуск № 1: Слепые прослушивания. 1-я неделя
Выпуск вышел в эфир 15 февраля 2019 года. В начале выпуска наставники проекта − Пелагея, Валерий Меладзе и Светлана Лобода − исполнили русскую версию песни «Venus» группы Shocking Blue.
| №  | Исполнитель                                              | Песня                                                               | Выбор участников и наставников | Выбор участников и наставников | Выбор участников и наставников |
| №  | Исполнитель                                              | Песня                                                               | Пелагея                        | Меладзе                        | Лобода                         |
| -- | -------------------------------------------------------- | ------------------------------------------------------------------- | ------------------------------ | ------------------------------ | ------------------------------ |
| 1  | Екатерина Гаврилюк (9 лет, Владивосток, Приморский край) | «До свидания, мама!» (Николай Девлет-Кильдеев / Павел Жагун)        |                                | —                              |                                |
| 2  | Елизавета Шамиева (14 лет, Сочи, Краснодарский край)     | «Careless Whisper» (Джордж Майкл / Эндрю Риджли)                    | —                              |                                |                                |
| 3  | Лев Мулло (7 лет, Санкт-Петербург)                       | «Первым делом самолёты» (Алексей Фатьянов / Василий Соловьёв-Седой) |                                |                                |                                |
| 4  | Кристиан Азаров (13 лет, Москва)                         | «Осколки лета» (Константин Меладзе)                                 | —                              | —                              | —                              |
| 5  | Нино Чеснер (8 лет, Москва)                              | «Hymne à l’amour» (Эдит Пиаф / Маргарита Монно)                     |                                |                                |                                |
| 6  | Иван Кириченко (9 лет, Сочи, Краснодарский край)         | «Герои спорта» (Александра Пахмутова / Николай Добронравов)         | —                              | —                              | —                              |
| 7  | Евгения Дивенко (10 лет, Одинцово, Московская область)   | «Contigo en la Distancia» (Сезар Портильо Де Ла Лус)                |                                | —                              | —                              |
| 8  | Вероника Литовченко (10 лет, Москва)                     | «Aïcha» (Жан-Жак Голдман / Хадж Халед)                              | —                              | —                              | —                              |
| 9  | Иван Стариков (12 лет, Чернушка, Пермский край)          | «Океанами стали» (Кирилл Павлов)                                    | —                              |                                | —                              |
| 10 | Артём Кукин (13 лет, Красноярск)                         | «New York State of Mind» (Уильям Мартин Джоэл)                      |                                | —                              | —                              |
| 11 | Арина Пехтерева (10 лет, Могилёв, Беларусь )             | «It Don’t Mean a Thing» (Дюк Эллингтон / Ирвинг Миллс)              | —                              | —                              |                                |

### Выпуск № 2: Слепые прослушивания. 2-я неделя
Выпуск вышел в эфир 22 февраля 2019 года.
| №  | Исполнитель                                                | Песня                                                          | Выбор участников и наставников | Выбор участников и наставников | Выбор участников и наставников |
| №  | Исполнитель                                                | Песня                                                          | Пелагея                        | Меладзе                        | Лобода                         |
| -- | ---------------------------------------------------------- | -------------------------------------------------------------- | ------------------------------ | ------------------------------ | ------------------------------ |
| 1  | Митя Пуховский (7 лет, Могилёв, Беларусь )                 | «Вдоль по Питерской» (музыка и слова народные)                 |                                |                                | —                              |
| 2  | Екатерина Будей (13 лет, Единец, Молдова )                 | «Lost on You» (Лаура Перголицци, Майкл Гонсалес, Нэйт Кампани) | —                              | —                              | —                              |
| 3  | Анастасия Большакова (4 года, Москва)                      | «Волшебник-недоучка» (Александр Зацепин, Леонид Дербенёв)      | —                              | —                              | —                              |
| 4  | Ислам Балкоев (13 лет, Тюмень)                             | «Hallelujah, I Love Her So» (Рэй Чарльз)                       | —                              |                                | —                              |
| 5  | Анастасия Рогинская (6 лет, Апрелевка, Московская область) | «Старый рояль» (Марк Минков, Дмитрий Иванов)                   |                                |                                |                                |
| 6  | Хасан Рахимов (14 лет, Рига, Латвия )                      | «Mamma» (Чезаре Биксио, Бруно Керубини)                        | —                              | —                              | —                              |
| 7  | Мария Тюрютикова (12 лет, Рязань)                          | «Плакала» (Андрей Игнатченко, Сергей Ермолаев, Сергей Локшин)  | —                              | —                              |                                |
| 8  | Сергей Филин (10 лет, Москва)                              | «Great Balls of Fire» (Отис Блэквелл, Джек Хаммер)             | —                              | —                              |                                |
| 9  | Рената Таирова (12 лет, Астрахань)                         | «Canção do Mar» (Фредерико де Брито, Феррер Тринидаде)         |                                |                                | —                              |
| 10 | Егор Мещеряков (13 лет, Воронеж)                           | «Орлы или вороны» (Олег Шаумаров, Денис Разумный)              | —                              | —                              | —                              |
| 11 | Элен Бадялян (11 лет, Москва)                              | «Don’t You Worry 'Bout a Thing» (Стиви Уандер)                 | —                              |                                |                                |

### Выпуск № 3: Слепые прослушивания. 3-я неделя
Выпуск вышел в эфир 1 марта 2019 года.
| №  | Исполнитель                                                   | Песня                                                              | Выбор участников и наставников | Выбор участников и наставников | Выбор участников и наставников |
| №  | Исполнитель                                                   | Песня                                                              | Пелагея                        | Меладзе                        | Лобода                         |
| -- | ------------------------------------------------------------- | ------------------------------------------------------------------ | ------------------------------ | ------------------------------ | ------------------------------ |
| 1  | Анна Глотова (12 лет, Екатеринбург)                           | «Let It Be» (Джон Леннон, Пол Маккартни)                           |                                |                                | —                              |
| 2  | Иван Сохнев (8 лет, Раменское, Московская область)            | «Солдат» (Андрей Запорожец, Сергей Бабкин)                         | —                              | —                              |                                |
| 3  | Яна Тен (10 лет, Новосибирск)                                 | «Symphony» (Джек Паттерсон, Аммар Малик, Ина Вролдсен, Стив Мак)   | —                              |                                | —                              |
| 4  | Тимур Алиев (7 лет, Альметьевск, Республика Татарстан)        | «Му-му» (Михаил Воловац, Анатолий Френкель, Владислав Даниловский) | —                              | —                              | —                              |
| 5  | Арина и Софья Березины (12 лет, Красноярск)                   | «Tell Him» (Линда Томпсон, Дэвид Фостер, Уолтер Афанасьефф)        |                                | —                              |                                |
| 6  | Виктория Николаева (9 лет, Обь, Новосибирская область)        | «Перемирие» (Константин Меладзе)                                   | —                              |                                | —                              |
| 7  | Ержан Максим (11 лет, Уральск, Казахстан )                    | «Ama Credi E Vai» (Андреа Бочелли)                                 |                                |                                |                                |
| 8  | Екатерина Кружкова (7 лет, Красноармейск, Московская область) | «Нас учили быть птицами» (Пётр Каминский, Дмитрий Растаев)         | —                              | —                              | —                              |
| 9  | Егор Чичин (12 лет, Новомосковск, Тульская область)           | «Белый снег» (Павел Есенин, Елена Небылова)                        |                                | —                              |                                |
| 10 | Анна Жебровская (11 лет, п. Лесной, Московская область)       | «Звезда» (Жанна Агузарова, Александр Олейник)                      | —                              | —                              | —                              |
| 11 | Мария Федулова (11 лет, Москва)                               | «Don’t Stop Me Now» (Фредди Меркьюри)                              | —                              |                                | —                              |

### Выпуск № 4: Слепые прослушивания. 4-я неделя
Выпуск вышел в эфир 7 марта 2019 года.
| №  | Исполнитель                                                    | Песня                                                  | Выбор участников и наставников | Выбор участников и наставников | Выбор участников и наставников |
| №  | Исполнитель                                                    | Песня                                                  | Пелагея                        | Меладзе                        | Лобода                         |
| -- | -------------------------------------------------------------- | ------------------------------------------------------ | ------------------------------ | ------------------------------ | ------------------------------ |
| 1  | Василиса Савкина (8 лет, Москва)                               | «Маэстро» (Раймонд Паулс, Илья Резник)                 | —                              | —                              | —                              |
| 2  | Андрей Калашов (9 лет, Арзамас, Нижегородская область)         | «Thinking Out Loud» (Эд Ширан)                         |                                |                                |                                |
| 3  | Валерия Несенюк (5 лет, Курск)                                 | «Пони» (Сергей Никитин, Юнна Мориц)                    | —                              | —                              | —                              |
| 4  | Александра Харазьян (10 лет, Москва)                           | «Padam, padam…» (Норбер Гланцберг, Генри Контет)       |                                | —                              | —                              |
| 5  | Роман Хихинашвили (11 лет, Москва)                             | «Writing’s on the Wall» (Сэм Смит, Джимми Напьер)      | —                              | —                              | —                              |
| 6  | Дарья Филимонова (8 лет, Мытищи, Московская область)           | «Мама» (Леонид Терещенко / Екатерина Иванчикова)       |                                |                                | —                              |
| 7  | Руслан Закиров (9 лет, Набережные Челны, Республика Татарстан) | «Влюблённый солдат» (Энрико Каннио, Аниелло Калифано)  | —                              | —                              | —                              |
| 8  | Анастасия Иванова (9 лет, Санкт-Петербург)                     | «Stone Cold» (Деми Ловато, Густав Тёрн, Лале Пуркарим) |                                |                                |                                |
| 9  | Добрыня Кириенко (7 лет, Барнаул)                              | «Будет светло» (Михаил Бублик)                         |                                | —                              | —                              |
| 10 | Анна Авазнели (14 лет, Москва)                                 | «Quizás, quizás, quizás» (Освальдо Фаррес, Джо Дэвис)  |                                | —                              | —                              |
| 11 | Алика Карпенко (8 лет, Петропавловск-Камчатский)               | «Я падаю в небо» (Алексей Белов, Ольга Кормухина)      |                                | —                              | —                              |

### Выпуск № 5: Слепые прослушивания. 5-я неделя
Выпуск вышел в эфир 15 марта 2019 года.
| №  | Исполнитель                                           | Песня                                                                          | Выбор участников и наставников | Выбор участников и наставников | Выбор участников и наставников |
| №  | Исполнитель                                           | Песня                                                                          | Пелагея                        | Меладзе                        | Лобода                         |
| -- | ----------------------------------------------------- | ------------------------------------------------------------------------------ | ------------------------------ | ------------------------------ | ------------------------------ |
| 1  | Роберт Багратян (13 лет, Ростов-на-Дону)              | «The Show Must Go On» (Брайан Мэй, Фредди Меркьюри, Роджер Тейлор, Джон Дикон) | —                              |                                |                                |
| 2  | София Тихомирова (7 лет, Волгоград)                   | «А мне бы петь и танцевать» (Брендон Стоун, Дмитрий Геллер, М.Сапожникова)     |                                | —                              | —                              |
| 3  | Климентий Кривоносенко (8 лет, Москва)                | «Ночной хулиган» (Денис Ковальский)                                            | —                              | —                              | —                              |
| 4  | Софья Филиппова (10 лет, Москва)                      | «This Is a Man’s World» (Джеймс Браун, Бетти Джин Ньюсом)                      | —                              |                                |                                |
| 5  | Мариам Абделькадер (11 лет, Минск, Беларусь )         | «Реченька» (музыка и слова народные)                                           |                                |                                |                                |
| 6  | Дмитрий Ядыкин (10 лет, Подольск, Московская область) | «Беловежская пуща» (Александра Пахмутова, Николай Добронравов)                 |                                | —                              | —                              |
| 7  | Микелла Абрамова (10 лет, Москва)                     | «Somewhere Over the Rainbow» (Гарольд Арлен, Эдгар Харбург)                    | —                              |                                |                                |
| 8  | Роман Молотков (12 лет, Сычёво, Московская область)   | «Песенка про сапожника» (Давид Тухманов, Владимир Харитонов)                   | —                              | —                              | —                              |
| 9  | Анна Черноталова (14 лет, Самара)                     | «All I Ask» (Адель Адкинс, Филипп Лоуренс, Кристофер Браун, Питер Эрнандес)    | —                              | —                              | —                              |
| 10 | Жан Маким (9 лет, Алматы, Казахстан )                 | «Sir Duke» (Стиви Уандер)                                                      | —                              |                                | —                              |
| 11 | Елизавета Хупения (13 лет, Калуга)                    | «Once in the Street» (Важа Тугуши)                                             | —                              |                                | —                              |

### Выпуск № 6: Слепые прослушивания. 6-я неделя
Выпуск вышел в эфир 22 марта 2019 года.
| №  | Исполнитель                                             | Песня | Выбор участников и наставников | Выбор участников и наставников | Выбор участников и наставников |
| №  | Исполнитель                                             | Песня | Пелагея                        | Меладзе                        | Лобода                         |
| -- | ------------------------------------------------------- | --- | ------------------------------ | ------------------------------ | ------------------------------ |
| 1  | Агата Барабаш (9 лет, Крымск, Краснодарский край)       | «Ленинградский рок-н-ролл» (Евгений Хавтан, Жанна Агузарова)                                                        | —                              | —                              | —                              |
| 2  | Мариам Джалагония (12 лет, Москва)                      | «Je t’aime» (Лара Фабиан, Рик Аллисон)                                                                              |                                |                                |                                |
| 3  | Артём Брайлов (8 лет, Санкт-Петербург)                  | «Симона» (Владимир Кузьмин)                                                                                         |                                | —                              | —                              |
| 4  | Эмили Истрате (15 лет, Кишинёв, Молдова )               | «Солнышко» (музыка и слова народные)                                                                                | —                              | —                              | —                              |
| 5  | Михаил Григорян (11 лет, Степанакерт, НКР )             | «Versace on the Floor» (Броди Браун, Джеймс Фаантлерой, Дэвид Гетта, Пол Эрнандес, Филип Лоуренс, Джорджо Туинфорт) | —                              |                                |                                |
| 6  | Софья Полозова (11 лет, Новогорск, Московская область)  | «Faith» (Фрэнсис Старлайт, Райан Теддер, Бенни Бланко, Стиви Уандер, Брент Катцл)                                   | —                              | —                              | —                              |
| 7  | Валерий Кузаков (9 лет, Якутск)                         | «Santa Lucia» (Теодоро Коттро, Энрико Коссович)                                                                     |                                | —                              | —                              |
| 8  | Анастасия Сисаури (14 лет, Иваново)                     | «All About That Bass» (Кэвин Каддиш, Меган Трейнор)                                                                 | Полная команда                 |                                |                                |
| 9  | Александр Димитриевич (9 лет, Сочи, Краснодарский край) | «Мечтай» (Маргарита Дорошевич, Тарас Демчук)                                                                        | Полная команда                 | —                              | —                              |
| 10 | Яна Хван (7 лет, Москва)                                | «Voyage Voyage» (Доминик Дюбуа, Жан-Мишель Рива)                                                                    | Полная команда                 |                                | —                              |
| 11 | Юлия Карлина (11 лет, Йошкар-Ола, Республика Марий Эл)  | «What’s Up?» (Линда Перри)                                                                                          | Полная команда                 | Полная команда                 |                                |

## Поединки и Песня на вылет

### Выпуск № 7: «Поединки» и «Песня на вылет». Команда Пелагеи
Выпуск вышел в эфир 29 марта 2019 года.

#### Поединки
| № | Победитель          | Песня | Проигравшие      | Проигравшие         |
| - | ------------------- | --- | ---------------- | ------------------- |
| 1 | Алика Карпенко      | «Беспризорник» (Павел Есенин / Эраст Чантурия)                                                                                              | Добрыня Кириенко | Дарья Филимонова    |
| 2 | Рената Таирова      | «Stayin’ Alive» (Робин Гибб / Морис Гибб / Барри Гибб)                                                                                      | Артём Кукин      | Анна Авазнели       |
| 3 | Мариам Абделькадер  | «Lovin' You» (Минни Рипертон / Ричард Рудольф / Джимми Коути / Саймон Дарлоу / Тревор Хорн / Стивен Липсон / Дункан Паттерсон / Брюс Вулли) | Анна Глотова     | Александра Харазьян |
| 4 | Анастасия Рогинская | «Золотая рыбка» (Пётр Налич) | София Тихомирова | Артём Брайлов       |
| 5 | Валерий Кузаков     | «Ария Калафа» (Джакомо Пуччини) | Дмитрий Ядыкин   | Евгения Дивенко     |

#### Песня на вылет
| № | Участник            | Песня                                                  | Результат                    |
| - | ------------------- | ------------------------------------------------------ | ---------------------------- |
| 1 | Алика Карпенко      | «Я падаю в небо» (Алексей Белов, Ольга Кормухина)      | Прошла в дополнительный этап |
| 2 | Рената Таирова      | «Canção do mar» (Фредерико де Брито, Феррер Тринидаде) | Прошла в дополнительный этап |
| 3 | Мариам Абделькадер  | «Реченька» (музыка и слова народные)                   | Прошла в финал               |
| 4 | Анастасия Рогинская | «Старый рояль» (Марк Минков, Дмитрий Иванов)           | Прошла в дополнительный этап |
| 5 | Валерий Кузаков     | «Santa Lucia» (Теодоро Коттро, Энрико Коссович)        | Прошёл в финал               |

### Выпуск № 8: «Поединки» и «Песня на вылет». Команда Валерия Меладзе
Выпуск вышел в эфир 5 апреля 2019 года.

#### Поединки
| № | Победитель        | Песня | Проигравшие        | Проигравшие       |
| - | ----------------- | --- | ------------------ | ----------------- |
| 1 | Мария Федулова    | «Между нами любовь» (Максим Фадеев / Ольга Серябкина) | Виктория Николаева | Яна Тен           |
| 2 | Ержан Максим      | «Синяя вечность» (Муслим Магомаев / Геннадий Козловский) | Иван Стариков      | Ислам Балкоев     |
| 3 | Анастасия Сисаури | «Havana» (Камила Кабелло / Адам Фини / Бриттани Хаззард / Брайан Ли / Брэндон Перри / Тампози / Джеффри Уильямс / Фаррелл Уильямс / Эндрю Уотт / Луис Белл) | Елизавета Шамиева  | Елизавета Хупения |
| 4 | Митя Пуховский    | «Мы к вам заехали на час» (Геннадий Гладков / Юрий Энтин)                                                                                                   | Лев Мулло          | Яна Хван          |
| 5 | Михаил Григорян   | «Believer» (Дэн Рейнольдс / Уэйн Сермон / Робин Фредрикссон / Бен МакКи / Маттиас Ларссон / Дэниел Платцман / Джастин Трантер)                              | Жан Маким          | Андрей Калашов    |

#### Песня на вылет
| № | Участник          | Песня | Результат                    |
| - | ----------------- | --- | ---------------------------- |
| 1 | Мария Федулова    | «Don’t Stop Me Now» (Фредди Меркьюри)                                                                                    | Прошла в дополнительный этап |
| 2 | Ержан Максим      | «Ama Credi E Vai» (Андреа Бочелли)                                                                                       | Прошёл в финал               |
| 3 | Анастасия Сисаури | «All About That Bass» (Кэвин Каддиш / Меган Трейнор)                                                                     | Прошла в дополнительный этап |
| 4 | Митя Пуховский    | «Вдоль по Питерской» (музыка и слова народные)                                                                           | Прошёл в дополнительный этап |
| 5 | Михаил Григорян   | «Versace on the Floor» (Броди Браун / Джеймс Фаантлерой / Дэвид Гетта / Пол Эрнандес / Филип Лоуренс / Джорджо Туинфорт) | Прошёл в финал               |

### Выпуск № 9: «Поединки» и «Песня на вылет». Команда Светланы Лободы
Выпуск вышел в эфир 12 апреля 2019 года.

#### Поединки
| № | Победитель         | Песня | Проигравшие            | Проигравшие       |
| - | ------------------ | --- | ---------------------- | ----------------- |
| 1 | Анастасия Иванова  | «Навсегда» (Кирилл Павлов / Евгений Матюшенко) | Арина и Софья Берёзины | Юлия Карлина      |
| 2 | Екатерина Гаврилюк | «Кружит» (Дмитрий Монатик) | Арина Пехтерева        | Егор Чичин        |
| 3 | Микелла Абрамова   | «Take Me to Church» (Эндрю Хозьер-Бирн) | Мария Тюрютикова       | Мариам Джалагония |
| 4 | Нино Чеснер        | «Женщина, которая поёт» / «Bohemian Rhapsody» (Алла Пугачёва / Наум Гребнев / Леонид Гарин / Кайсын Кулиев / Фредди Меркьюри)                                                                   | Софья Филиппова        | Элен Бадалян      |
| 5 | Роберт Багратян    | «Uptown Funk» (Джефф Бхаскер / Питер Эрнандес / Девон Галласпи / Филип Лоуренс / Марк Ронсон / Лонни Симмонс / Рудольф Тейлор / Чарльз Уилсон / Николас Уильямс / Ронни Уилсон / Роберт Уилсон) | Сергей Филин           | Иван Сохнев       |

#### Песня на вылет
| № | Участник           | Песня                                                                            | Результат                    |
| - | ------------------ | -------------------------------------------------------------------------------- | ---------------------------- |
| 1 | Анастасия Иванова  | «Stone Cold» (Деми Ловато / Густав Тёрн / Лале Пуркарим)                         | Прошла в дополнительный этап |
| 2 | Екатерина Гаврилюк | «До свидания, мама!» (Николай Девлет-Кильдеев / Павел Жагун)                     | Прошла в дополнительный этап |
| 3 | Микелла Абрамова   | «Somewhere Over the Rainbow» (Гарольд Арлен / Эдгар Харбург)                     | Прошла в дополнительный этап |
| 4 | Нино Чеснер        | «Hymne à l’amour» (Эдит Пиаф / Маргарита Монно)                                  | Прошла в финал               |
| 5 | Роберт Багратян    | «The Show Must Go On» (Брайан Мэй, Фредди Меркьюри / Роджер Тейлор / Джон Дикон) | Прошёл в финал               |

## Дополнительный этап

### Выпуск № 10: Дополнительный этап
Выпуск вышел в прямом эфире в пятницу 19 апреля 2019 года.
| — Участник прошёл в финал |
| — Участник покинул проект |

| Выпуск                | Наставник       | № | Участник            | Песня                                                                                          | Голоса зрителей | Итог            |
| Выпуск 10 (19 апреля) |                 |   |                     |                                                                                                |                 |                 |
| --------------------- | --------------- | - | ------------------- | ---------------------------------------------------------------------------------------------- | --------------- | --------------- |
| Выпуск 10 (19 апреля) | Пелагея         | 1 | Анастасия Рогинская | «Испанское болеро» (Винченцо ди Кьяра, Н.Стрешнева)                                            | 29,6 %          | Покинула проект |
| Выпуск 10 (19 апреля) | Пелагея         | 2 | Рената Таирова      | «Feeling Good» (Энтони Ньюли, Лесли Брикасс)                                                   | 47 %            | Прошла в финал  |
| Выпуск 10 (19 апреля) | Пелагея         | 3 | Алика Карпенко      | «Про эстраду» (Александр Зацепин, Леонид Дербенёв)                                             | 23,4 %          | Покинула проект |
| Выпуск 10 (19 апреля) | Валерий Меладзе | 4 | Мария Федулова      | «Иногда» (Александр Шевченко)                                                                  | 10,7 %          | Покинула проект |
| Выпуск 10 (19 апреля) | Валерий Меладзе | 5 | Митя Пуховский      | «L’italiano» (Тото Кутуньо, Кристиано Минеллоно)                                               | 41,2 %          | Покинул проект  |
| Выпуск 10 (19 апреля) | Валерий Меладзе | 6 | Анастасия Сисаури   | «Autumn Leaves» (Жозеф Косма, Жак Превер, Джонни Мёрсер, И.Каминская)                          | 48,1 %          | Прошла в финал  |
| Выпуск 10 (19 апреля) | Светлана Лобода | 7 | Екатерина Гаврилюк  | «Старый отель» / «Жёлтые ботинки» (Жанна Агузарова, Евгений Хавтан, Карен Кавалерян)           | 18,6 %          | Покинула проект |
| Выпуск 10 (19 апреля) | Светлана Лобода | 8 | Анастасия Иванова   | «Rise Like a Phoenix» (Джулиан Маас, Чарли Мэйсон, Али Зукковски, Робин Груберт, Джои Патулка) | 37,6 %          | Покинула проект |
| Выпуск 10 (19 апреля) | Светлана Лобода | 9 | Микелла Абрамова    | «Герой не моего романа» (Виктор Началов, Антонина Владимирова)                                 | 43,8 %          | Прошла в финал  |

## Финал, суперфинал, спецвыпуск

### Выпуск № 11: Финал и суперфинал
Выпуск вышел в прямом эфире в пятницу 26 апреля 2019 года.

#### Финал
| — Участник прошёл в финал |
| — Участник покинул проект |

| Выпуск                | Наставник       | № | Участник           | Песня | Голоса зрителей | Итог                |
| Выпуск 11 (26 апреля) |                 |   |                    | |                 |                     |
| --------------------- | --------------- | - | ------------------ | --- | --------------- | ------------------- |
| Выпуск 11 (26 апреля) | Пелагея         | 1 | Мариам Абделькадер | «History Repeating» (Алекс Гиффорд) | 14,1 %          | Выбыла              |
| Выпуск 11 (26 апреля) | Пелагея         | 2 | Валерий Кузаков    | Ария Левко из оперы «Майская ночь» (Николай Римский-Корсаков)                                                                               | 49,7 %          | Прошёл в суперфинал |
| Выпуск 11 (26 апреля) | Пелагея         | 3 | Рената Таирова     | «Hero» (Мэрайя Кэри, Уолтер Афанасьефф) | 36,2 %          | Выбыла              |
| Выпуск 11 (26 апреля) | Валерий Меладзе | 4 | Анастасия Сисаури  | «Старинные часы» (Раймонд Паулс, Илья Резник)                                                                                               | 19,8 %          | Выбыла              |
| Выпуск 11 (26 апреля) | Валерий Меладзе | 5 | Михаил Григорян    | «Вдвоём» (Олег Шаумаров, Наталья Касимцева)                                                                                                 | 39,6 %          | Выбыл               |
| Выпуск 11 (26 апреля) | Валерий Меладзе | 6 | Ержан Максим       | «All by Myself» (Эрик Кармен) | 40,6 %          | Прошёл в суперфинал |
| Выпуск 11 (26 апреля) | Светлана Лобода | 7 | Микелла Абрамова   | «Love the Way You Lie (Part II)» (Эминем, Александр Грант, Холли Хаферманн)                                                                 | 61,8 %          | Прошла в суперфинал |
| Выпуск 11 (26 апреля) | Светлана Лобода | 8 | Нино Чеснер        | «Вечная любовь / Padam, padam…» (Шарль Азнавур, Жорж Гарваренц, Наталья Кончаловская, Норбер Гланцберг, Генри Контет, Константин Минескаут) | 20,2 %          | Выбыла              |
| Выпуск 11 (26 апреля) | Светлана Лобода | 9 | Роберт Багратян    | «Still Loving You» / «The Final Countdown» (Клаус Майне, Рудольф Шенкер, Джоуи Темпест)                                                     | 18 %            | Выбыл               |

| № | Исполнитель                                                       | Песня |
| - | ----------------------------------------------------------------- | --- |
| 1 | Финалисты 6 сезона «Голос. Дети»                                  | «A Million Voices» (Габриэль Аларес, Иоаким Бьёрнберг, Катрина Нурберген, Леонид Гуткин, Владимир Матецкий, Полина Гагарина) |
| 2 | Пелагея, Валерий Кузаков, Рената Таирова, Мариам Абделькадер      | «Любо, братцы, любо» (музыка и слова народные)                                                                               |
| 3 | Валерий Меладзе, Ержан Максим, Михаил Григорян, Анастасия Сисаури | «Сэра» (Константин Меладзе)                                                                                                  |
| 4 | Светлана Лобода, Нино Чеснер, Микелла Абрамова, Роберт Багратян   | «SuperSTAR» (Артём Иванов)                                                                                                   |

#### Суперфинал
| Выпуск                | Наставник       | № | Участник         | Песня                                                                                  | Голоса зрителей | Итог         |
| Выпуск 11 (26 апреля) |                 |   |                  |                                                                                        |                 |              |
| --------------------- | --------------- | - | ---------------- | -------------------------------------------------------------------------------------- | --------------- | ------------ |
| Выпуск 11 (26 апреля) | Пелагея         | 1 | Валерий Кузаков  | «Как молоды мы были» (Александра Пахмутова, Николай Добронравов)                       | 15,6 %          | Третье место |
| Выпуск 11 (26 апреля) | Валерий Меладзе | 2 | Ержан Максим     | «Adagio» (Томазо Альбинони, Ремо Джадзотто, Лара Крокарт, Дэйв Пиккелл, Эрик Влеминкс) | 27,9 %          | Второе место |
| Выпуск 11 (26 апреля) | Светлана Лобода | 3 | Микелла Абрамова | «Ты здесь» (Игорь Николаев)                                                            | 56,5 %          | Победитель   |

| № | Исполнитель                   | Песня                                                                             |
| - | ----------------------------- | --------------------------------------------------------------------------------- |
| 1 | Микелла Абрамова (победитель) | «Somewhere Over the Rainbow»(Гарольд Арлен, Эдгар Харбург)                        |
| 2 | Все участники 6 сезона        | «The Winner Takes It All» (Бенни Андерссон, Бьорн Ульвеус, Анастасия Чеважевская) |

16 мая 2019 года результаты финала были аннулированы «Первым каналом».

### Выпуск № 12: Спецвыпуск
Специальный выпуск с участием всех финалистов шоу «Голос. Дети» вышел в пятницу, 24 мая 2019 года. Голосования зрителей в этом выпуске не было. По решению Константина Эрнста, победителями стали все финалисты.
| Выпуск             | Наставник       | № | Участник           | Песня                                                                                  | Итог       |
| Выпуск 12 (24 мая) |                 |   |                    |                                                                                        |            |
| ------------------ | --------------- | - | ------------------ | -------------------------------------------------------------------------------------- | ---------- |
| Выпуск 12 (24 мая) | Пелагея         | 1 | Мариам Абделькадер | «Высоко» (Максим Фадеев, Ирина Секачева)                                               | Победители |
| Выпуск 12 (24 мая) | Пелагея         | 2 | Валерий Кузаков    | «Как молоды мы были» (Александра Пахмутова, Николай Добронравов)                       | Победители |
| Выпуск 12 (24 мая) | Пелагея         | 3 | Рената Таирова     | «Там нет меня» (Игорь Николаев, Павел Жагун)                                           | Победители |
| Выпуск 12 (24 мая) | Светлана Лобода | 4 | Нино Чеснер        | «Мамины глаза» (Евгений Кобылянский, Симон Осиашвили)                                  | Победители |
| Выпуск 12 (24 мая) | Светлана Лобода | 5 | Роберт Багратян    | «Дорогие мои старики» (Игорь Саруханов, Симон Осиашвили)                               | Победители |
| Выпуск 12 (24 мая) | Светлана Лобода | 6 | Микелла Абрамова   | Не выступала                                                                           | Победители |
| Выпуск 12 (24 мая) | Валерий Меладзе | 7 | Михаил Григорян    | «Прохожие» (Андрей Резников)                                                           | Победители |
| Выпуск 12 (24 мая) | Валерий Меладзе | 8 | Ержан Максим       | «Adagio» (Томазо Альбинони, Ремо Джадзотто, Лара Крокарт, Дэйв Пиккелл, Эрик Влеминкс) | Победители |
| Выпуск 12 (24 мая) | Валерий Меладзе | 9 | Анастасия Сисаури  | «Любовь спасёт мир» (Алексей Фицич)                                                    | Победители |

| № | Исполнитель                                               | Песня                                                                             |
| - | --------------------------------------------------------- | --------------------------------------------------------------------------------- |
| 1 | Рената Таирова, Валерий Кузаков и Мариам Абделькадер      | «Ехал казак» (музыка и слова народные)                                            |
| 2 | Анастасия Сисаури, Михаил Григорян и Ержан Максим         | «Не тревожь мне душу, скрипка» (Константин Меладзе)                               |
| 3 | Нино Чеснер и Роберт Багратян                             | «Твои глаза» (Игорь Майский, Светлана Лобода, Рита Дакота)                        |
| 4 | Финалисты 6 сезона «Голос. Дети» и победители прошлых лет | «The Winner Takes It All» (Бенни Андерссон, Бьорн Ульвеус, Анастасия Чеважевская) |

## Лучший Наставник сезона
Резyльтаты
| - Лучший Наставник - Второе место - Третье место | - Лучший Наставник выпуска |

|                 |      |      |      |      |      |      |      |      |      |      |                  |  |  |  |  |
| Пелагея         | 57 % | 54 % | 58 % | 54 % | 56 % | 58 % | 65 % | 52 % | 46 % | 56 % | Лучший Наставник |  |  |  |  |
| Валерий Меладзе | 30 % | 27 % | 25 % | 24 % | 24 % | 27 % | 20 % | 31 % | 19 % | 25 % | Второе место     |  |  |  |  |
| Светлана Лобода | 13 % | 19 % | 17 % | 22 % | 20 % | 15 % | 15 % | 17 % | 35 % | 19 % | Третье место     |  |  |  |  |

## Скандал после суперфинала
После суперфинала — впервые за историю проекта «Голос» — была инициирована проверка начисления голосов за победителя. Зрители усомнились в честности голосования, в результате которого победа в суперфинале досталась дочери Алсу Микелле Абрамовой. Были замечены «признаки аномального голосования» и «модерирования результатов» в пользу одного из кандидатов.
Сам «Первый канал» сначала никак не комментировал инцидент, но снял с эфира документальный фильм о шоу «Голос. Дети», который обычно выходит на следующий день после финала. Фильм не был показан даже в вещании на Чукотку, Камчатку и Сахалин («Орбита-1») и не был опубликован на официальном сайте канала.
Позже «Первый канал» подтвердил факт проведения проверки подсчёта голосов, как и наличие «аномальностей» при голосовании.
Валерий Меладзе заявил о необходимости пересмотра результатов голосования.
Аглая Шиловская призналась, что результат суперфинала оказался неожиданным для ведущих и руководства «Первого канала»: «Я могу гарантировать, что это не куплено „Первым каналом“. „Первый канал“ здесь абсолютно ни при чём. Для всех это было большой неожиданностью».
Ведущий Дмитрий Нагиев заявил: «Если выяснится, что хоть какие-то махинации были, я за то, чтобы аннулировать результаты финала и сделать честный финал». Позже Нагиев заявил о готовности уйти из шоу, если правила телевизионного голосования не изменятся.
Продюсер Светланы Лободы Нателла Крапивина сказала, что «история „Голоса“ окончена», а сама певица разместила в Instagram фото двух других участников своей команды, сопроводив снимки смайликом в виде сердца.
Я потрясён тем, как пел Ержан Максим. Природный, невероятный голос, я просто поражён. Я могу сказать, что это очень нервно, и я постараюсь сделать всё, чтобы мои дети никогда ни в каких конкурсах не участвовали, потому что это невыносимо больно, особенно когда несправедливо. Максим Галкин.
Ближе к вечеру 27 апреля 2019 года информационные агентства разместили комментарий Константина Эрнста, в котором генеральный директор подтверждал, что руководство канала с такой ситуацией столкнулось впервые за всю историю проекта и расследование будет проведено. Первым шагом стала публикация протокола голосования на сайте «Первого канала».
28 апреля 2019 года стало известно, что с финалистами конкурса Ержаном Максимом, Нино Чеснер, Робертом Багратяном и Анастасией Ивановой встретилась Алла Пугачёва, вручившая им собственные награды, дипломы и денежные премии. Светлана Лобода также присутствовала на встрече и раздала детям свои призы.
16 мая 2019 года «Первый канал» объявил об аннулировании результата финала шестого сезона после проверки промежуточных результатов голосования. Ранее компания Group-IB сообщила, что в ходе голосования была зафиксирована «накрутка» голосов.
Промежуточные результаты проверки подтверждают, что на голосование было оказано внешнее воздействие, которое повлияло на итог шоу. Финальный отчет Group-IB предоставит до конца мая, но, уже основываясь на промежуточных результатах, Первый канал принимает решение аннулировать результат финала шестого сезона проекта «Голос. Дети». Важно подчеркнуть, что задача аудита состояла в том, чтобы подтвердить или опровергнуть факт оказания искусственного воздействия на голосование, а не в том, чтобы предъявить кому-либо обвинения. Первый канал также примет меры к усовершенствованию и дополнительной защите механизма голосования и к тому, чтобы случившееся не повторилось впредьПервый канал
24 мая прошёл дополнительный выпуск, по итогам которого победителями стали все финалисты сезона, в том числе и Микелла Абрамова.

## Рейтинги сезона
| Выпуск | Выпуск                           | Дата показа     | Код выпуска | Время показа (UTC+3) | Аудитория | Аудитория | Ссылка |
| Выпуск | Выпуск                           | Дата показа     | Код выпуска | Время показа (UTC+3) | Рейтинг   | Доля      | Ссылка |
| ------ | -------------------------------- | --------------- | ----------- | -------------------- | --------- | --------- | ------ |
| 1      | «Слепые прослушивания. Выпуск 1» | 15 февраля 2019 | 601         | Пятница 21:30        | 6,3       | 21,1 %    | [ 40 ] |
| 2      | «Слепые прослушивания. Выпуск 2» | 22 февраля 2019 | 602         | Пятница 21:30        | 5,7       | 18,3 %    | [ 41 ] |
| 3      | «Слепые прослушивания. Выпуск 3» | 1 марта 2019    | 603         | Пятница 21:30        | 5,5       | 18,4 %    | [ 42 ] |
| 4      | «Слепые прослушивания. Выпуск 4» | 7 марта 2019    | 604         | Четверг 21:30        | 4,1       | 14,7 %    | [ 43 ] |
| 5      | «Слепые прослушивания. Выпуск 5» | 15 марта 2019   | 605         | Пятница 21:30        | 5,1       | 17,5 %    | [ 44 ] |
| 6      | «Слепые прослушивания. Выпуск 6» | 22 марта 2019   | 606         | Пятница 22:30        | 4,3       | 18,2 %    | [ 45 ] |
| 7      | «Поединки. Выпуск 1»             | 29 марта 2019   | 607         | Пятница 21:30        | 4,6       | 16,3 %    | [ 46 ] |
| 8      | «Поединки. Выпуск 2»             | 5 апреля 2019   | 608         | Пятница 21:30        | 4,6       | 16,2 %    | [ 47 ] |
| 9      | «Поединки. Выпуск 3»             | 12 апреля 2019  | 609         | Пятница 21:30        | 4,3       | 15,9 %    | [ 48 ] |
| 10     | «Дополнительный этап»            | 19 апреля 2019  | 610         | Пятница 21:30        | 4,0       | 14,2 %    | [ 49 ] |
| 11     | «Финал»                          | 26 апреля 2019  | 611         | Пятница 21:30        | 4,6       | 18,7 %    | [ 50 ] |
| 12     | «Специальный выпуск»             | 24 мая 2019     | 612         | Пятница 21:30        | 5,0       | 19,1 %    | [ 51 ] |

## Комментарии
1. ↑  Пелагея — лучший наставник 1—9 выпусков
2. ↑  Пелагея — лучший наставник 1—9 выпусков
3. ↑  Пелагея — лучший наставник 1—9 выпусков
4. ↑  Пелагея — лучший наставник 1—9 выпусков
5. ↑  Пелагея — лучший наставник 1—9 выпусков
6. ↑  Пелагея — лучший наставник 1—9 выпусков
7. ↑  В программе была исполнена именно эта песня, а не «Love the Way You Lie», однако в титрах она была ошибочно указана как последняя.